# Mischa Maisky
Mischa Maisky (nascido em 10 de janeiro de 1948), em Riga na Letónia-URSS, é um violoncelista clássico. Mischa tem a distinção de ter estudado com os dois grandes mestres Mstislav Rostropovich e Gregor Piatigorsky.

## Biografia
Depois de passar pelo Conservatório de Riga, prosseguiu os seus estudos em Leninegrado, onde, aos 17 anos venceu o concurso nacional de violoncelo. Um ano mais tarde foi premiado no Concurso Internacional Tchaikovsky, e começou então a estudar com Rostropovich no Conservatório de Moscovo, e a dar uma série de concertos por toda a União Soviética.
Depois de ter estado preso num campo de trabalhos forçados por 18 meses, parte para Israel, onde fica a residir durante algum tempo, e da qual adquire uma nova nacionalidade. 
Na sua carreira contam-se inúmeros espetáculos  nas melhores salas do Mundo como Londres, Paris, Viena, Berlim, Nova Iorque e Tóquio, entre outros.
Músico de renome, Mischa tem atuado com outros grandes interpretes como Martha Argerich, Radu Lupu, Gidon Kremer, Leonard Bernstein, Zubin Mehta, Vladimir Ashkenazy, Daniel Barenboim e Giuseppe Sinopoli, entre outros.
Em 1985 Mischa tornou-se artista exclusivo da Deutsche Grammophon, e recebeu três prémios da Academia de Tóquio pelas suas muitas gravações, que incluem por exemplo: as duas Suites para Violoncelo Solo de J.S.Bach, sonatas de Bach e Beethoven, entre outras. Do seu repertório contam-se ainda obras de Schubert, Tchaikovsky e Dmitri Shostakovitch, Brahms, entre outros. 
Mischa vive agora na Bélgica com a sua mulher e dois filhos pequenos. Tem também dois filhos adultos, ambos músicos, de um casamento anterior.